# Velkogermánská říše

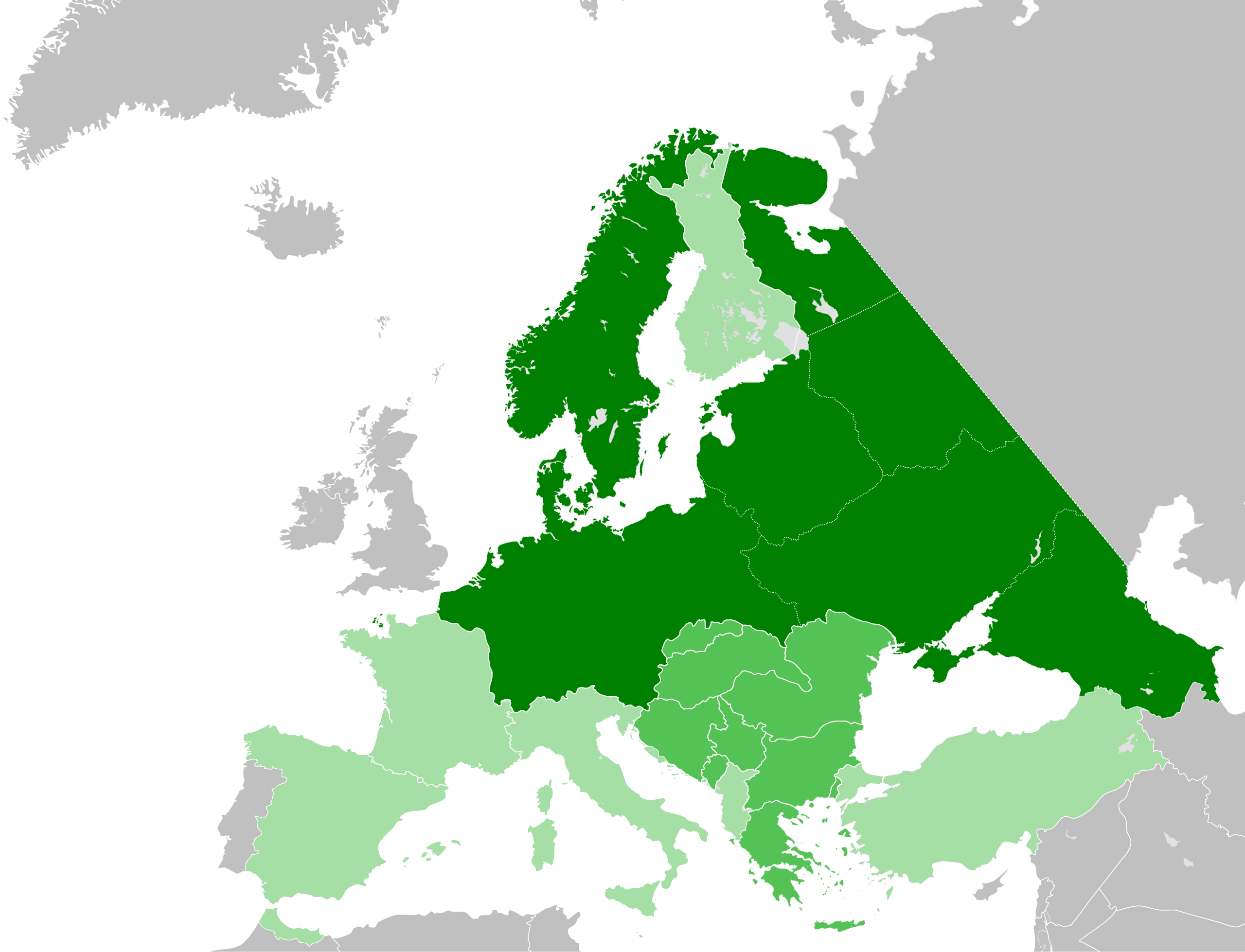
Hranice plánované „Velkogermánské říše“, včetně možných satelitů a protektorátů:
Velkogermánská říše
(s plánovaným východním rozšířením Reichskommissariatů)
Satelitní státy zcela závislé na Říši
Státy závislé na Říši

Velkogermánská říše (německy Großgermanisches Reich), plným názvem Velkogermánská říše německého národa (německy Großgermanisches Reich Deutscher Nation), byl oficiální státní název politické entity, který chtěla založit Velkoněmecká říše v Evropě během druhé světové války. Územní nároky na Velkogermánskou říši v průběhu času kolísaly. Již na podzim roku 1933 si Adolf Hitler představoval připojení území jako Čechy, západní Polsko a Rakousko k Německu a vytvoření satelitních nebo loutkových států bez nezávislých ekonomik a vlastní politiky.
Očekávalo se, že tato pangermánská říše asimiluje prakticky celou germánskou Evropu do enormní říše. Územně vzato by zahrnovala samotnou již rozšířenou Německou říši (skládající se z vlastního Německa před rokem 1938, Rakouska, Čech, Moravy, Českého Slezska, Alsaska-Lotrinska, Eupen a Malmédy, Memelu, Dolního Štýrska, Horního Kraňska, Jižních Korutan, Gdaňsku a Polska), Nizozemska, Belgie, Dánska, Vlámska, Švédska, Islandu, Lichtenštejnska a přinejmenším německy mluvící části Švýcarska. 
Nejpozoruhodnější germánsky mluvící výjimkou by bylo Spojené království: nacistický Nový řád předpokládal roli Británie ne jako německé provincie, ale místo toho jako spojeneckého námořního partnera s Německem. Další výjimkou bylo území obývané Němci v Jižním Tyrolsku, což je oblast, kterou Německo v roce 1939 přidělilo své mocnosti z Osy, fašistické Itálii. Kromě germánské Evropy se západní hranice Říše s Francií měly vrátit k hranicím dřívější Svaté říše římské, což by znamenalo úplnou německou anexi celého Valonska, francouzského Švýcarska a velkých oblastí východní Francie. Politika Lebensraumu navíc vyžadovala masovou expanzi Německa a usazování Němců na východ až k pohoří Ural (došlo by k zisku území od pobaltských států a Sovětského svazu). Hitler původně plánoval deportaci jakékoli „přebytečné“ ruské populace žijící na západ od Uralu a přesídlení východně od Uralu na Sibiř, případně, dovoloval-li by to rasový profil místního obyvatelstva, mohlo by dojít k poněmčení. Hlavním městem Velkogermánské říše měla být Welthauptstadt Germania.

## Welthauptstadt Germania

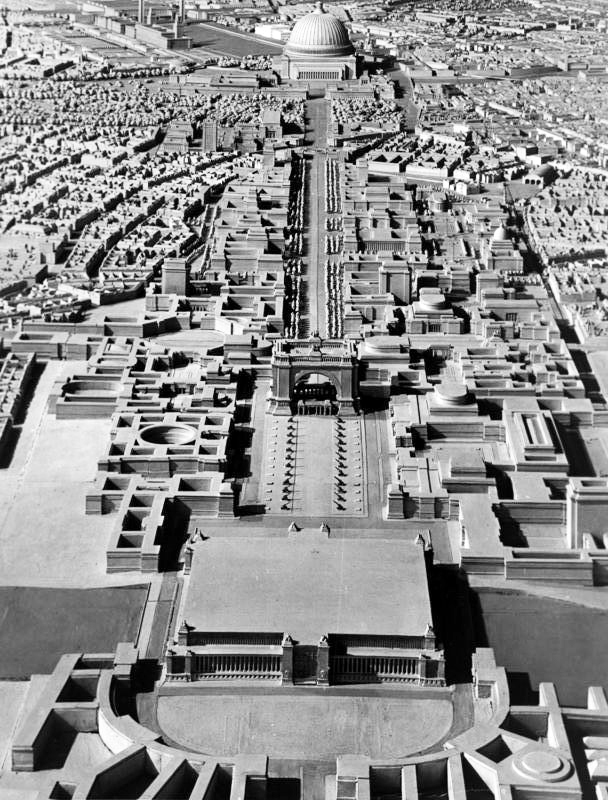
Pohled na model hlavního města světa Germania

Welthauptstadt Germania („Světové hlavní město“) bylo jméno projektované Adolfem Hitlerem pro zcela nové hlavní město nebo původní obnovené hlavní město Třetí Říše na místě města Berlín. Německá metropole měla být kompletně přebudována ve velkolepém stylu. Dodnes jsou projekty Germanie považovány za ukázku nacistického megalomanství a propagandy. Hlavní architekt Germanie byl první architekt Třetí Říše Albert Speer. Titul „Welthauptstadt“ byl vybrán proto, že přesně vystihoval nový a velkolepý charakter tohoto města, které mělo kvalitou i úrovní čnít nad tehdejšími metropolemi světa Londýnem, Paříží či Římem.